# Station Reinsvoll
Station Reinsvoll is een station in de gemeente Vestre Toten in fylke Innlandet in Noorwegen. Het stationsgebouw dateert uit 1901 en is een ontwerp van Paul Armin Due.  Reinsvoll ligt aan Gjøvikbanen. Vanaf Reinsvoll liep tot 1987 een zijlijn, Skreiabanen.